# Villa Da Riva
Villa Da Riva, Zon, Giulay, Zuliani è una villa veneta di Zerman, frazione di Mogliano Veneto (TV).

## Storia
Gli studiosi sono concordi nel collocarne la costruzione nel XVI secolo, tesi avvalorata quando, nel 1975, sono stati scoperti  affreschi dell'epoca sotto uno strato pittorico settecentesco. Verosimile è inoltre quanto scrive Tommaso Temanza (1778) che ne attribuisce il progetto dei rimaneggiamenti successivi a Domenico Rossi.
Più incerte le notizie attorno ai committenti. Gli studi più recenti la ritengono eretta dai Marchesini, mentre i Da Riva, famiglia più nota compresa nel patriziato, avrebbero ottenuto la villa più tardi, come dote.
Il complesso fu ereditato da Angelo Zon nel 1855, e quindi ceduto al conte austriaco di origini ungheresi Samuel Gyulay von Maros-Németh und Nádaska (Budapest 26 Marzo 1803 - See-Gries 20 Agosto 1886) che nel 1869 la rivendette quando si trasferì a Gorizia in seguito agli avvenimenti della Terza Guerra di Indipendenza. Dopo vari altri passaggi di proprietà, nel 1888 fu comprata dal bellunese Giuseppe Zuliani, passando poi al figlio Alberto.
Ospite della famiglia Da Riva fu Paolo Veronese, autore forse degli affreschi della facciata e degli interni, coperti da quelli di Giuseppe Bernardino Bison. Durante la permanenza, il pittore avrebbe lasciato altre opere presso la chiesa e i sacelli di Zerman.
Dal 1999 la villa appartiene a Nicola Giol.

## Edifici
La proprietà sorge di fronte al lato nord della parrocchiale, delimitata a sud da un alto muro di cinta. La cortina è interrotta al centro da un grande cancello in ferro battuto delimitato da due pilastri ornati da statue.
Nel parco si dispongono liberamente quattro edifici. Sul lato ovest si trova una prima costruzione dietro alla quale sorge un altro piccolo edificio un tempo adibito a stalla. Più interessante è la grande barchessa orientale, disposta in direzione nord-sud, con un lato adiacente alla strada così da interrompere il muro di cinta. La costruzione rivolge ad ovest, quindi verso la casa padronale, il fronte principale, caratterizzato da quattro arcate a doppia altezza delimitate da lesene di ordine gigante. Queste ultime sorreggono una raffinata trabeazione, con architrave a fasce e fregio, il tutto concluso da una cornice dentellata sulla quale poggia la copertura a padiglione. Le linee ne suggeriscono un'origine secentesca.
La casa padronale ha invece tutt'altra impostazione. Si tratta di un volume sostanzialmente cubico, concluso da una cornice a dentelli e tetto a piramide. La facciata è piuttosto semplice, priva di ornamenti notevoli, fatta eccezione per la finestra centrale al primo piano: è sovrastata da un timpano affiancato da due volute che lo collegano a una mensola recante, un tempo, uno stemma gentilizio.
La scarsità di ornamenti in pietra o in stucco è giustificata dalla presenza di numerosi affreschi, oggi in gran parte perduti. Il pianterreno era ricoperto da un finto bugnato a punta di diamante, mentre resistono le tracce dei dipinti del piano nobile che attorniavano le finestre; sono attribuiti al Veronese o, più probabilmente, a un suo allievo.
Per quanto riguarda gli interni, una rampa di scala nella parte est (in origine ne esisteva un'altra sul lato opposto) conduce al salone al piano nobile. Le pareti di quest'ultimo sono ornate da un importante ciclo di affreschi cinquecenteschi, ultimo esempio dell'epoca superstite nelle ville dell'area del Terraglio; è stato recuperato di recente rimuovendo dipinti più tardi di Giuseppe Bernardino Bison
, raffiguranti scene bucoliche. Opere di Giuseppe Bernardino Bison sono invece rimaste a decorare il soffitto.
Le altre stanze recano stucchi colorati attribuiti ad Andrea Urbani.